# Декер (Індіана)
Декер (англ. Decker) — місто (англ. town) в США, в окрузі Нокс штату Індіана. Населення — 199 осіб (2020).

## Географія
Декер розташований за координатами 38°31′6″ пн. ш. 87°31′27″ зх. д. / 38.51833° пн. ш. 87.52417° зх. д. (38.518359, -87.524048).  За даними Бюро перепису населення США в 2010 році місто мало площу 0,47 км², уся площа — суходіл.

## Демографія
Згідно з переписом 2010 року, у місті мешкало 249 осіб у 92 домогосподарствах у складі 68 родин. Густота населення становила 532 особи/км².  Було 109 помешкань (233/км²).
Расовий склад населення:
| - 97,6 % — білих - 1,2 % — чорних або афроамериканців - 0,8 % — азіатів |

До двох чи більше рас належало 0,4 %. Частка іспаномовних становила 0,0 % від усіх жителів.
За віковим діапазоном населення розподілялося таким чином: 24,9 % — особи молодші 18 років, 62,2 % — особи у віці 18—64 років, 12,9 % — особи у віці 65 років та старші. Медіана віку мешканця становила 39,3 року. На 100 осіб жіночої статі у місті припадало 109,2 чоловіків;  на 100 жінок у віці від 18 років та старших — 107,8 чоловіків також старших 18 років.
Середній дохід на одне домашнє господарство  становив 49 869 доларів США (медіана — 41 750), а середній дохід на одну сім'ю — 59 685 доларів (медіана — 61 719). За межею бідності перебувало 12,8 % осіб, у тому числі 4,9 % дітей у віці до 18 років та 6,1 % осіб у віці 65 років та старших.
Цивільне працевлаштоване населення становило 107 осіб. Основні галузі зайнятості: виробництво — 25,2 %, освіта, охорона здоров'я та соціальна допомога — 17,8 %, сільське господарство, лісництво, риболовля — 16,8 %.